# Endeodes basalis
Endeodes basalis är en skalbaggsart som beskrevs av Leconte 1853. Endeodes basalis ingår i släktet Endeodes och familjen borstbaggar. Inga underarter finns listade i Catalogue of Life.